# Hyposmocoma corticicolor
Hyposmocoma corticicolor là một loài bướm đêm thuộc họ Cosmopterigidae. Nó là loài đặc hữu của Maui. The type locality is Olinda, nơi nó được tim thấy ở độ cao 4,000 feet.